# M-1 ヴォルナ
M-1 ヴォルナ（ロシア語: М-1 Волна, 英: M-1 Volna）は、ソビエト連邦が開発した艦隊防空ミサイル・システム。NATOコードネームはSA-N-1 ゴア（Goa）。S-125（SA-3 ゴア）の艦載型である。なお、ヴォルナとはロシア語で「波」という意味。

## 来歴
1950年代、ソ連海軍の水上艦艇は、侵入してくる西側諸国の洋上兵力を近海において要撃することを任務としていた。その際、西側の強力な洋上航空兵力が重大な脅威であると予想されたことから、経空脅威に対処する艦対空ミサイルの必要はきわめて切実なものであった。
この時期のソ連海軍の艦対空ミサイル・システムは、いずれも陸軍向けを艦載化改修したものであり、長距離射程の艦対空ミサイル・システムとしては、1960年のU-2撃墜事件で有名になったS-75（SA-2ガイドライン）を艦載化したM-2「ヴォールホフM」（SA-N-2）が開発されていた。しかしヴォールホフM・システムはかなり大がかりなものであり、より小型で多くの艦艇に搭載できる艦対空ミサイル・システムが求められていた。これに基づいて、中距離射程の艦対空ミサイル・システムとして開発されたのが本機である。なお、ヴォールホフMは、最終的に重量過大であると判断されて、量産に至らなかった。
開発は1956年8月より開始され、1958年12月より地上試験に入った。

## 構成

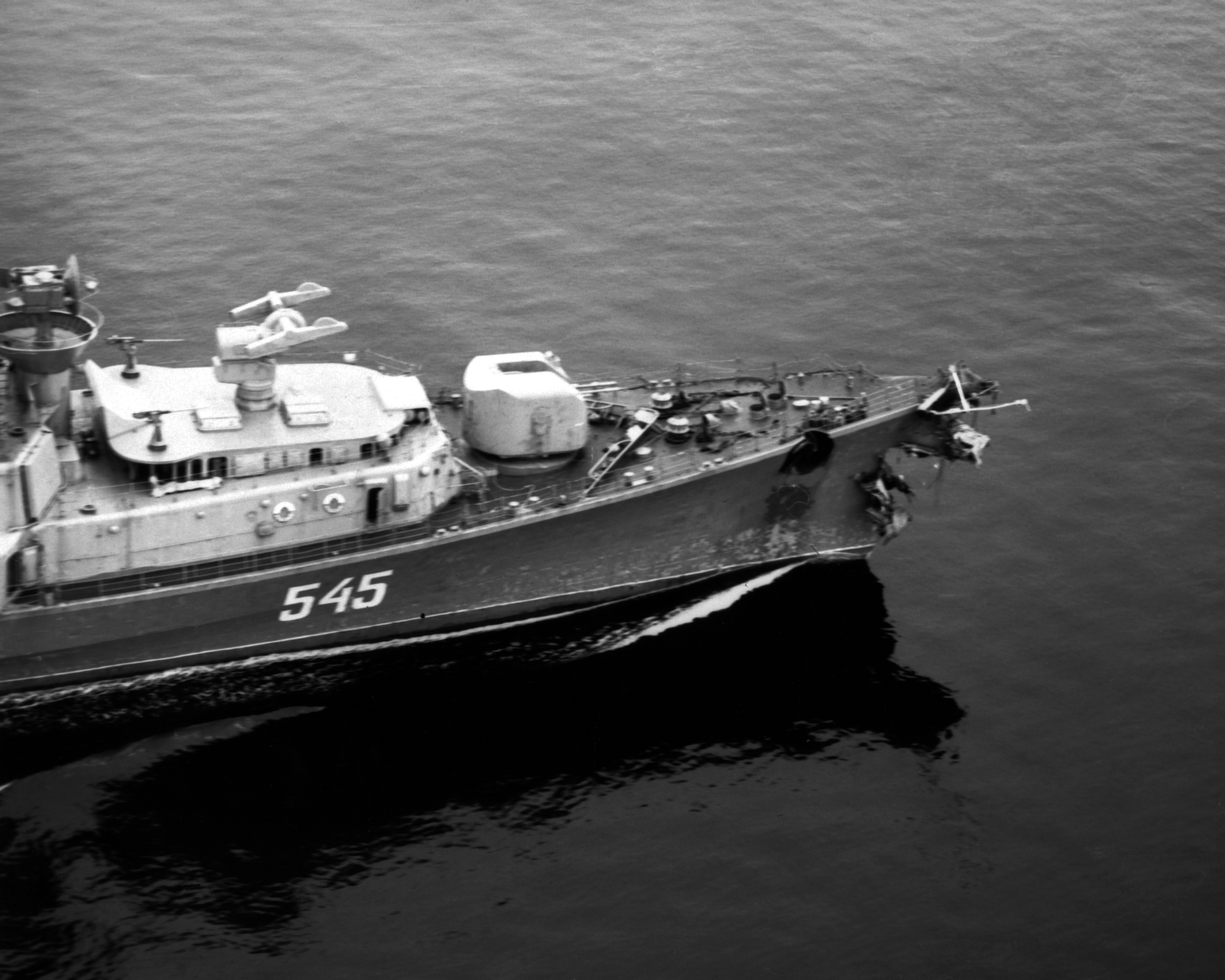
カシン型駆逐艦のZIF-101型ミサイル発射装置。

S-75M-2の開発中止により、ヴォルナ・システムは、ソ連海軍が初めて開発した艦対空ミサイル・システムとなった。就役当初のヴォルナ・システムは、ZIF-101型ミサイル発射装置、ESP-101型射撃指揮装置、V-600型ミサイルによって構成されていた。また、1974年ないし76年には、ECCM能力などを強化したヴォルナ-P・システムも登場している。
ZIF-101型発射装置は、ミサイル発射機と予備弾の弾庫などによって構成されている。ミサイル発射機は、アメリカ合衆国のテリア・システムのMk.10 GMLSやターター・システムのMk.11 GMLSと同様の連装型であるが、3つの軸それぞれに動揺修正式のサスペンションによる安定装置が設置されており、複雑な形状となっている。2本のレールの下には、それぞれ8発のミサイルを垂直に収容するドラム型弾倉が設置されており、ZIF-101 1セットにつき16発のミサイルが収容されることになる。のちには、収容弾数を倍の32発とした改良型のZIF-102も開発された。
V-600型ミサイル（4K90）は陸軍向けのS-125で運用されていたものと基本的に同一のモデルである。1段目のブースターは14基のロケット・モーターを束ねたものであり、ロケット燃料は合計で280kgにおよぶ。一方、2段目のサステナーは125kgのロケット・モーター1基によって構成されている。最大射程は15 km、最大射高は10,000メートルである。ただし最低射高については、目標が射撃可能域の外縁部にあった場合は目標速度が100〜300m毎秒と低速であった場合は100〜150mであるが、目標速度が400〜600m毎秒と高速であった場合は200〜250mの高度が要求される。
また、1967年からは、弾頭とサステナーを大型化して射撃可能域を増大させたV-601型ミサイル（4K91）も就役を開始した。サステナーのロケット燃料は150kgに増量されており、最大射程は22 km、最大射高は14,000mとなっている。さらに1970年代末には、最低射高を3〜5mとしてシー・スキマーへの対処能力を強化したV-601Mが開発された。

## 運用
本システムは当初、カシン型駆逐艦（61型）および63型原子力巡洋艦（スヴェルドルフ級巡洋艦の派生型）向けに開発された。その後、一度はキンダ型巡洋艦（58型）および62型防空軽巡洋艦に変更されたものの、ニキータ・フルシチョフ第一書記は62型の計画を中止し、61型に戻すように指示した。
その後、ヴォルナの開発が順調に進展した結果、本来搭載艦として計画された61型に先行して完成してしまった。このことから、ソ連海軍は、ヴォルナ・システムの運用試験をコトリン型駆逐艦（56型）において行なうことを決定し、1960年5月から8月にかけて、当時建造中だった「ブラヴィ」（Bravyy）がミサイル駆逐艦改修を受け、56K型と呼ばれるようになった。「ブラヴィ」は1961年1月より試験に入り、弾頭なしでの発射試験13回、実戦的な発射試験46回を実施して、ヴォルナ・システムの有効性を実証した。ヴォルナは1962年8月24日に就役し、ヴォルゴグラードのバリッカド機械製作工場にて量産が開始された。
1974年8月30日にV-601型ミサイルの事故が発生している。61型大型対潜艦（カシン型駆逐艦）「オトヴァズニイ」で発射機にミサイルを装填中突然推進ロケットに点火、別のミサイルの誘爆も発生し「オトヴァズニイ」は沈没した。レーダーが誘導電流を発生させ、それによりミサイルが誤動作した可能性が高いとされた。

### 搭載艦
- ソビエト連邦海軍 /  ロシア海軍
  - 61型大型対潜艦（カシン型駆逐艦）
  - 58型ミサイル巡洋艦（キンダ型巡洋艦）
  - 1134型ミサイル巡洋艦（クレスタI型巡洋艦）
  - 56A/K型駆逐艦（ブラーヴイ級駆逐艦）
  - 57A型大型対潜艦（カニン型駆逐艦）
- ポーランド海軍
  - 「ワルシャワ」（56-AE型）
  - 「ワルシャワ」（61-MP型）
- インド海軍
  - ラージプート級駆逐艦（61-ME型）